# Oscar Polk
Oscar Polk (Marianna, 25 dicembre 1899 – New York, 4 gennaio 1949) è stato un attore statunitense.

## Filmografia
- Verdi pascoli (The Green Pastures), regia di Marc Connely e William Keighley (1936)
- Via col vento (Gone with the Wind), regia di Victor Fleming (1939)
- Vento selvaggio (Reap the Wild Wind), regia di Cecil B. DeMille (1942)
- Due cuori in cielo (Cabin in the Sky), regia di Vincente Minnelli (1943)

## Doppiatori italiani
- Amilcare Quarra in Vento selvaggio
- Nino Camarda in Via col vento
- Cesare Barbetti in Due cuori in cielo
- Vittorio Congia in Via col vento (ridoppiaggio)